# Шеліхов Денис Васильович
Дени́с Васи́льович Ше́ліхов (нар. 23 червня 1989, Херсон) — український футболіст, воротар білоруського клубу «Славія-Мозир».

## Клубна кар'єра
Вихованець ДЮСШ-15 (Київ), тренувався у заслуженого тренера України Олександра Пасєки. У 2003 році провів декілька ігор у ДЮФЛ у складі дитячої команди клубу «Система-Борекс» (Бородянка).
Згодом приєднався до «Дніпра», із 2007 року почав залучатися до матчів команди дублерів клубу. Восени 2009 року захищав ворота команди «Дніпро-75», що змагалася у Другій лізі чемпіонату України. Навесні 2010 року декілька разів потрапляв до заявки головної команди «Дніпра» на матчі Прем'єр-ліги України як резервний воротар, утім, жодного разу на поле не виходив.
На початку 2012 року приєднався на умовах оренди до луцької «Волині», у складі якої дебютував в іграх української Прем'єр-ліги.
У червні 2012 року резервний голкіпер «Дніпра» Антон Каніболоцький перейшов до донецького «Шахтаря», й керівництво дніпропетровського клубу повернуло Шеліхова з оренди. Вже 5 серпня 2012 року Шеліхов провів свій перший офіційний матч на воротах головної команди «Дніпра», в якому пропустив один гол від київського «Арсенала». Загалом до кінця сезону 2012/2013 провів на останньому рубежі оборони «Дніпра» 4 гри.
З початку сезону 2016/17 почав грати в «Дніпрі» в стартовому складі. Однак через одну невдалу гру Дениса з «Олімпіком» з листопада основним воротарем дніпрян став Андрій Лунін. 12 січня 2017 року покинув дніпровську команду в статусі вільного агента.
Влітку 2017 року Шеліхов працевлаштувався в білоруській «Іслочі», за яку за 5 місяців зіграв 9 матчів і пропустив 14 м'ячів. У трьох іграх Шеліхов залишав свої ворота сухими.
У березні 2018 року підписав контракт з новачком білоруської Вищої ліги «Променем» з Мінська.
6 липня 2021 року, напередодні дебюту «Металіста 1925» в Прем'єр-лізі, уклав контракт з харківським клубом.
З 2022 року виступав в командах ЛНЗ та «Вікторія» (Суми).
У 2024 році перейшов дол білоруського клубу «Славія-Мозир».

## Виступи у збірних
Має в активі одну офіційну гру у складі молодіжної збірної України — провів на полі другий тайм контрольного поєдинку проти турецьких однолітків 10 лютого 2009 року.